# 友枝梅次郎

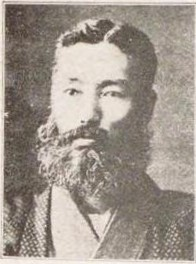
友枝梅次郎

友枝 梅次郎（ともえだ うめじろう、1860年3月9日（万延元年2月17日） - 1920年（大正9年）11月10日）は、日本の政治家。衆議院議員（2期）。

## 経歴
福岡県出身。漢学、英語、数学を学ぶ。村会議員、町村連合会議員、築城、上毛両郡連合会議員、筑豊鉱業組合会常議員を務め、また、鉱山を経営し、筑豊炭礦、小倉鉄道、宇島鉄道各(株)取締役、社団法人小倉競馬倶楽部理事となる。
1912年の第11回衆議院議員総選挙において小倉市選挙区から立憲政友会公認で立候補して初当選。第13回総選挙でも当選した。衆議院議員を2期務め、1920年の第14回衆議院議員総選挙には立候補しなかった。1943年死去。